# Спалювання відходів флотації вугілля
Спалювання відходів флотації вугілля

пиловловлювач; 14 — топка; 15 — газодувка; 16 — вентилятор.

Відходи флотації менш зольні, ніж відходи гравітаційного збагачення, тому вони мають теплоту згоряння вищу ніж 5,8-8,4 МДж/кг. Їхнє спалювання більш доцільне, оскільки дає більшу економічну ефективність. Однак висока вологість і дисперсність не дозволяють ефективно використовувати відходи флотації як паливо безпосередньо після зневоднення у фільтр-пресах. Їх доцільно попередньо гранулювати.
Схема технологічної установки для грануляції відходів флотації наведена на рис. Сировина для одержання гранул — згущені до густини 600 кг/м3 відходи флотації, які вприскувалися у гранулятор під тиском через пневматичні форсунки. Стиснене повітря на форсунки подавалося повітродувкою.
Спочатку в гранулятор подаються відходи гравітаційного збагачення крупністю 0-6 мм для створення постелі товщиною 300 мм. Після включення димососа і вентилятора первинного дуття, утворення киплячого шару з гравітаційних відходів і досягнення у ньому температури 150оС починається подача попередньо згущених відходів флотації через форсунки. У процесі роботи температура у шарі підтримується у межах 150—180оС. Краплі суспензії відходів флотації налипають на зерна гравітаційних відходів, висушуються і створюють гранули розміром 3-30 мм. У процесі роботи установки гранули із зерен гравітаційних відходів і відходів флотації видалялися з гранулятора, тому для безперервності процесу у гранулятор додавались або гравітаційні відходи, або частина отриманих гранул, попередньо подрібнених до 6 мм.
Для отримання гранул з утвореного в процесі роботи пилу, об'єм якого досягав 50 % від вихідних відходів, застосовано метод обкатування його у гранули у барабані. Для цього пил змішувався із згущеними до 600 кг/м3 відходами флотації до загальної вологості су-міші 15-20 %. При обробці суміші у барабані протягом 3-5 хв були отримані гранули.
Подальші розробки надійного способу грануляції відходів фло-тації привели до створення технології отримання гранул із попередньо зневоднених на фільтр-пресах відходів флотації. Ця технологія передбачає отримання сирих гранул в шнековому пресі, який оснащений перфорованою насадкою з різальним пристроєм, сушку отрима-них гранул у сушарці з киплячим шаром і одержання теплоносія (висушених гранул) для сушки спалюванням. Отримані на установці гранули мають розмір 3-10 мм і є задовільним паливом для топок з низькотемпературним киплячим шаром. При цьому можна замінити 50-60 тис. т вугілля на рік, що використовується як паливо.
Отриманий після спалювання у топках з низькотемпературним киплячим шаром гранульованих відходів флотації шлак має зольність 93-95 %. Він може бути використаний для виготовлення цементу, а також як пористий пісок для виготовлення панелей у будівництві.